# Hendrik Willem Middendorp

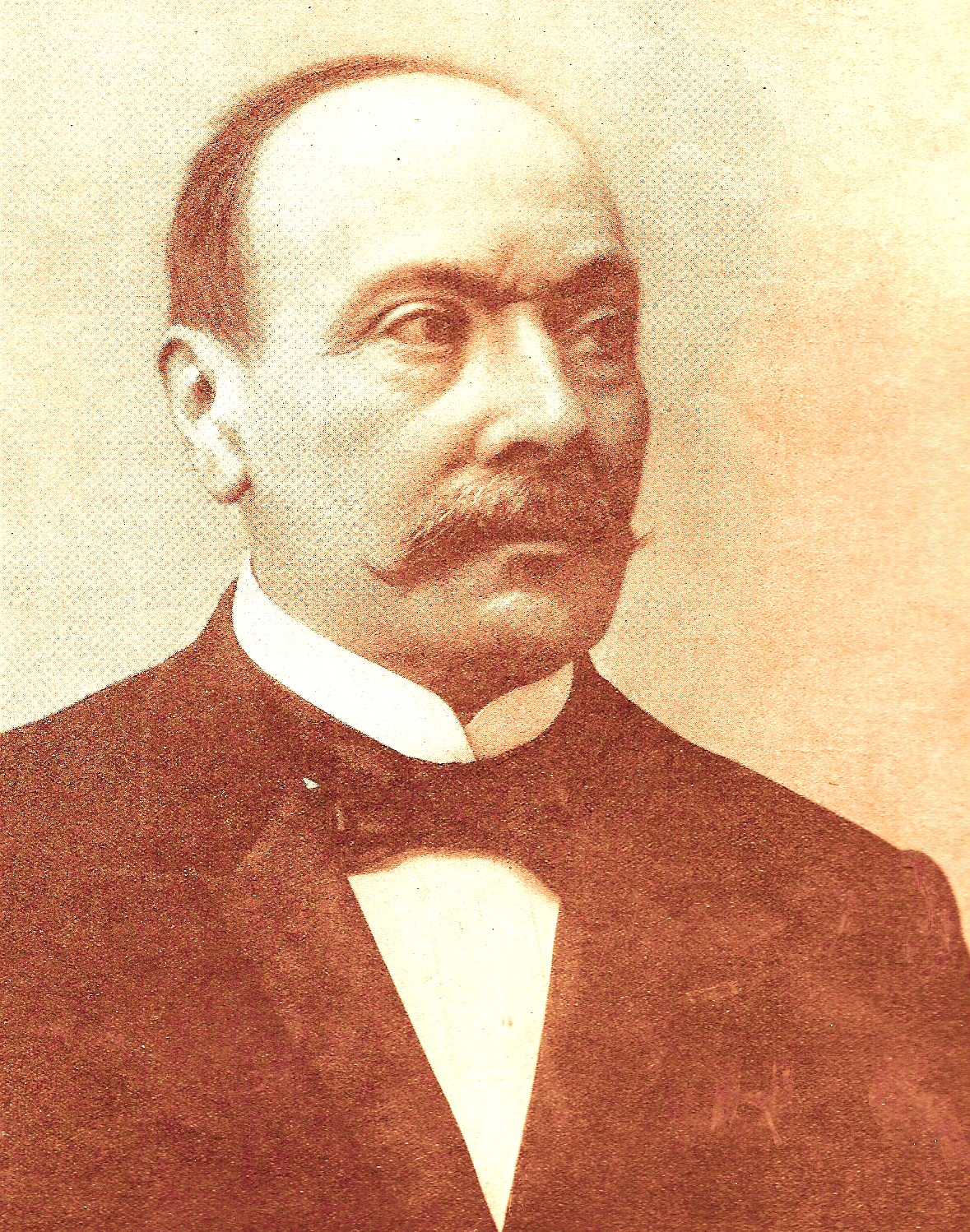
Professor H.W. Middendorp

Hendrik Willem Middendorp (Steenwijk,  22 mei 1842 – Groningen, 14 mei 1918) was een Nederlands arts en hoogleraar.

## Levensloop
Middendorp studeerde in Groningen en later te Berlijn, keerde in 1866 terug en wijdde zich aan de studie en behandeling van  de cholera asiatia, de hypodermatische aanwending van acelas morphi bij cholera associatica en daarnaast de bewerking van zijn proefschrift waarop hij in 1867 aan in Groningen promoveerde tot doctor in de geneeskunde. Dit had tot onderwerp de fijnere bouw van  het gehoororgaan: Het vliezige slakkenhuis in zijn wording en in de ontwikkelende toestand en verschafte hem al spoedig een Europese naam, omdat deze studie een einde maakte aan alle verschil van mening die daaromtrent destijds onder de gezaghebbende geleerden heerste.
De Duitse geleerde Küdinger, uit München, maakte al spoedig de onderzoekingen van Middendorp in Duitsland bekend, terwijl een jaar later Hyrill, de beroemde meester in Wenen, toen Middendorp hem zijn microscopische preparaten toonde, vol bewondering uitriep: Niemals habe ich das glauben können aber jetzt thue ich es, und kommen Sie bald in der nächste Ausgabe meines Handbuches. In het voorjaar van 1868 werd hij docent van de histologie en de obducties en in 1869 tevens voor de anatomie en bedong daarbij, omdat hij dit zonder titel en jaarwedde deed, dat alle door hem vervaardigde preparaten zijn eigendom zouden blijven.
In november 1870 beroepen aan de hogeschool te Osaka bedankte hij daarvoor omdat hem het lectoraat was beloofd in Groningen. Hij werd benoemd in februari 1871. In juli daarop volde zijn benoeming tot hoogleraar in de algemene ziektekunde en ziektekunde-ontleedkunde. Hij moest daarnaast de ontleedkunde blijven doceren, waarvoor pas in 1877 een afzonderlijke leerstoel werd opgericht.  Zijn oratie luidde: De ontleedkunde de hoeksteen voor de tempel der geneeskunde; verder verschenen nog van zijn hand onder meer Centralisatie van hoger onderwijs voor geneeskunde (1876), De waarde van Kochs geneesmiddel tegen tuberculose (1891),  De zogenaamde tubercelbacillen zijn niet de oorzakelijke parasieten der tuberculose I en II (1893) en veel andere geschriften.
Vanwege zijn dissertatie en zijn prachtige injectiepreparaten van de Mamma, die professor Krausem, een van de uitgevers van het internationale Monatschrift für Anatomie und Physiologie, de schoonste noemde, die dit tijdschrift tot dusverre had gebracht, werd  Middendorp onder de medewerkers opgenomen, net als later voor zijn onderzoekingen over de tuberculose onder die van de Guzetta Medica di Roma en de Revista de Higiene y de Tuberculosis te Valencia.
Middendorp was verder officier van de keizerlijke orde van de Medjidié, erelid van de Keizerlijke Academie van Geneeskunde in Constantinopel, corresponderend lid van de Maatschappij van Geneeskunde te Parijs en erelid van het Medisch Studentencorps te Parijs, erelid van de Spaanse Maatschappij van Genees- en Heelkunde te San Sabastian.
Hendrik Willem Middendorp was de oom van arts Pieter Bloemers Middendorp. In navolging van zijn oom Hendrik deed hij onderzoek naar de oorzaken van TBC. Onderdeel van dit onderzoek was een fotoserie gemaakt door de Winschoter fotograaf Tonnis Post (1877-1930) over de erbarmelijke woontoestanden van Westerwolde.